# 莱托尼勒
莱托尼勒（法語：Les Tonils，法語發音：[le tɔnil]）是法国德龙省的一个市镇，位于该省中部偏南，属于迪镇区。

## 地理
莱托尼勒（44°34'55"N, 5°11'57"E）面积13 平方千米，位于法国奥弗涅-罗讷-阿尔卑斯大区德龙省，该省份为法国东南部内陆省份，北起顺时针与伊泽尔省、上阿尔卑斯省、上普罗旺斯阿尔卑斯省、沃克吕兹省和阿尔代什省接壤。
与莱托尼勒接壤的市镇（或旧市镇、城区）包括：比讷河畔贝佐丹、布尔多、拉绍迪耶尔、罗什富尔沙、圣纳泽尔勒代塞尔。

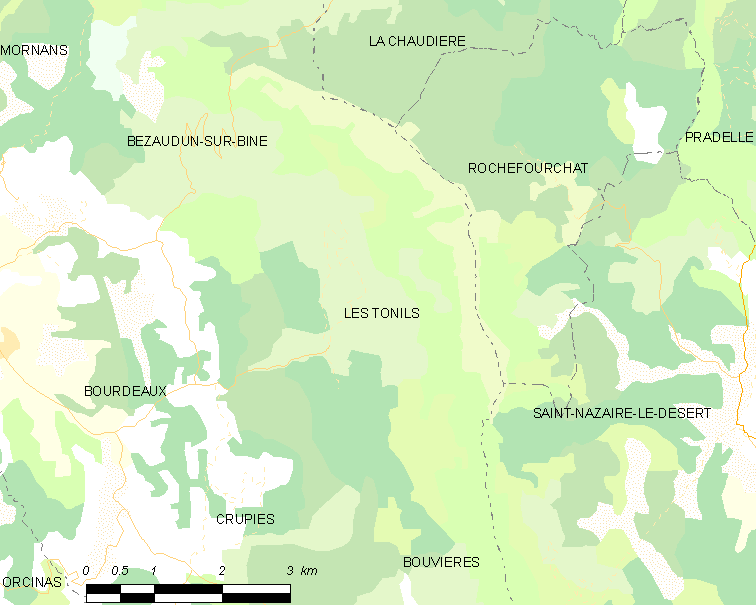
莱托尼勒的OSM定位图

莱托尼勒的时区为UTC+01:00、UTC+02:00（夏令时）。

## 行政
莱托尼勒的邮政编码为26460，INSEE市镇编码为26351。

## 政治
莱托尼勒所属的省级选区为迪约勒菲县。

## 人口

1962-2008年间莱托尼勒人口变化图示

莱托尼勒于2022年1月1日时的人口数量为22人。